# John Davis Lodge
John Davis Lodge (20 de octubre de 1903 - 29 de octubre de 1985) fue un actor cinematográfico estadounidense, dedicado a la política a partir de los años 1940. Fue el 79.º Gobernador de Connecticut entre 1951 y 1955, además de Embajador de los Estados Unidos en España, Argentina y Suiza. Como actor a menudo utilizaba el nombre artístico de John Lodge.

## Primeros años
Nacido en Washington D. C., Estados Unidos, su padre era el poeta George Cabot Lodge, su abuelo el senador Henry Cabot Lodge, y uno de sus antepasados el también senador George Cabot. Su madre era Mathilda Elizabeth Frelinghuysen Davis, y él tuvo dos hermanos: Henry Cabot Lodge, Jr., también político, y Helena Lodge de Streel, baronesa.
Lodge estudió en la Evans School for Boys de Mesa (Arizona), en la Middlesex School de Concord (Massachusetts), en la Ecole de Droit de París, Francia, y en la St. Albans School de Washington D. C. En 1925 se graduó en la Universidad de Harvard, donde era miembro del Fox Club, y en 1929 hizo lo mismo en la Harvard Law School. En 1932 fue admitido para comenzar la práctica del derecho en la ciudad de Nueva York.

## Carrera

### Carrera artística
Desde 1933 a 1942, y tras un breve período como abogado, Lodge trabajó como actor teatral y cinematográfico interpretando papeles protagonistas en varias producciones, entre ellas algunas destacadas películas rodadas en Hollywood como Little Women y The Little Colonel, en la que encarnaba al padre de Shirley Temple. Otra actuación destacada fue como coprotagonista de The Scarlet Empress junto a Marlene Dietrich. 
Lodge también actuó en varias cintas europeas, francesas y británicas, interpretando a Bulldog Drummond en el film de 1937 Bulldog Drummond at Bay. Fluido con la lengua francesa, hizo papeles en dicho idioma en la película de Maurice Tourneur Koenigsmark (1935) y en la de Max Ophüls De Mayerling à Sarajevo, en la cual encarnaba al Archiduque Francisco Fernando de Austria (1940). 
En 1941, a su vuelta a los Estados Unidos, actuó en varias producciones teatrales representadas en el circuito de Broadway, entre ellas la obra de Lillian Hellman Watch on the Rhine.

### Carrera militar
Lodge sirvió en la Armada de los Estados Unidos entre agosto de 1942 y enero de 1946 con los empleos de teniente y teniente comandante (capitán de corbeta), y fue oficial de enlace entre las flotas francesa y americana. Fue condecorado como Caballero de la Legión de Honor francesa y con la Croix de guerre 1939-1945 por el General Charles de Gaulle. Finalizada la Segunda Guerra Mundial se dedicó a trabajos de investigación en el campo de la economía. Se retiró de la Reserva Naval de los Estados Unidos en 1966 con el empleo de Capitán de navío.

### Carrera política
Lodge fue elegido candidato republicano del 4.º distrito congresional de Connecticut al Congreso de los Estados Unidos, sirviendo desde el 3 de enero de 1947 al 3 de enero de 1951, no presentándose a un nuevo mandato en 1950. Fue elegido Gobernador de Connecticut desde enero de 1951 a enero de 1955, siendo derrotado en la reelección de 1954. Además, fue delegado de la Convención Nacional Republicana de Connecticut en 1952 y 1960.
Más adelante, desde enero de 1955 a enero de 1961, fue Embajador de los Estados Unidos en España. También tuvo el cargo de Presidente Nacional de Junior Achievement, Inc., en 1963–1964. Se presentó, sin éxito, como candidato al Senado de los Estados Unidos por Connecticut en 1964. Otros de sus puestos fueron: presidente del Comité del Foreign Policy Research Institute, en Pensilvania, en 1964–1969; delegado y asesor de la Convención Constitucional de Connecticut en 1965; embajador de Estados Unidos en Argentina desde 1969 a 1974, y embajador en  Suiza en 1983.

## Vida personal
John Davis Lodge se casó el 6 de julio de 1929 con la actriz y bailarina Francesca Braggiotti, con la que actuó en el film de 1938 Tonight at Eleven. Uno de sus hijos es Lily Lodge, actriz cofundadora de Actor's Conservatory. Lodge vivió en Westport (Connecticut) hasta su muerte, ocurrida en 1985 en Nueva York. Fue enterrado en el Cementerio Nacional de Arlington.

## Filmografía

### Actor
- The Woman Accused, de Paul Sloane (1933)
- Murders in the Zoo, de A. Edward Sutherland (1933)
- Under the Tonto Rim, de Henry Hathaway (1933)
- Little Women, de George Cukor (1933)
- Capricho imperial, de Josef von Sternberg (1934)
- Menace, de Ralph Murphy (1934)
- The Little Colonel, de David Butler (1935)
- Koenigsmark, de Maurice Tourneur (1935)
- Ourselves Alone, de Brian Desmond Hurst y Walter Summers (1936)
- The Tenth Man, de Brian Desmond Hurst (1936)
- Sensation, de Brian Desmond Hurst (1936)
- Bulldog Drummond at Bay, de Norman Lee (1937)
- Stasera alle undici, de Oreste Biancoli (1938)
- Premiere, de Walter Summers (1938)
- Lightning Conductor, de Maurice Elvey (1938)
- Bank Holiday, de Carol Reed (1938)
- Batticuore, de Mario Camerini (1939)
- L'Esclave blanche, de Marc Sorkin y Georg Wilhelm Pabst (1939)
- Just Like a Woman, de Paul L. Stein (1939)
- De Mayerling á Sarajevo, de Max Ophüls (1940)
- Queer Cargo di Harold D. Schuster (1941)

### Ayudante de dirección
- Little Women, de George Cukor (1933)